# Philippa Northeast

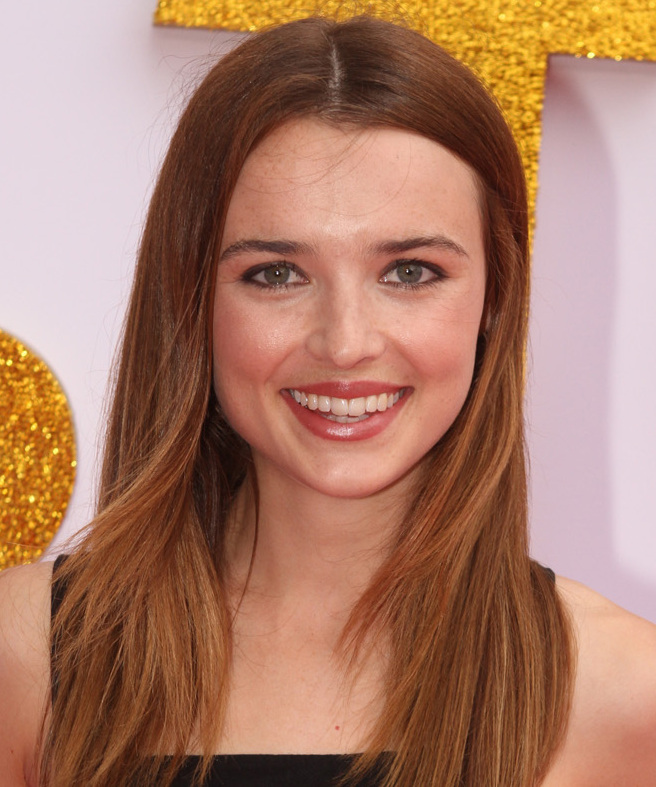
Phillipa Northeast 2018

Philippa Northeast (* 23. September 1994 in Melbourne) ist eine australische Schauspielerin.

## Leben und Karriere
Northeast wuchs mit ihren vier Geschwistern im Südosten von Melbourne auf. Nach ihrem Schulabschluss 2012 an der Melbourne Rudolf Steiner School begann sie an der Universität Melbourne ein Studium im Hauptfach Kriminologie.
Sie nahm in den 16th Street Actors Studio, dem St Martins Youth Arts Centre in Melbourne und der Australian Shakespeare Company Schauspielunterricht. 2015 erhielt Northeast an der staatlichen Filmhochschule Australian Film Television and Radio School das Advanced Diploma in dem Bereich Produktion, Geschichten, Publikum und Finanzierung.
Bekannt wurde sie durch die Seifenoper Home and Away, in der sie von 2013 bis 2017 zu sehen war. Seit 2023 ist sie als Tochter von Robert Taylor neben Anna Torv in der Dramaserie The Newsreader zu sehen.
2024 spielte Northeast in der Neo-Western-Dramaserie Territory, erneut an der Seite von Torv und Taylor, die Rolle der Susie Lawson.

## Filmografie
- 2003: Skithouse (Fernsehserie, 1 Folge)
- 2013–2017: Home and Away (Fernsehserie, 341 Folgen)
- 2016: Tender (Kurzfilm)
- 2019: Standing Up for Sunny
- 2019: Drop Dead Weird (Fernsehserie, 2 Folgen)
- 2020: Bondi Slayer (Fernsehserie, 1 Folge)
- 2022: A Royal Runaway Romance (Fernsehfilm)
- 2023: In Limbo (Fernsehserie, 4 Folgen)
- seit 2023: The Newsreader (Fernsehserie)
- 2023–2024: Paper Dolls (Fernsehserie, 4 Folgen)
- 2024: Territory (Fernsehserie, 6 Folgen)
- 2025: Good Cop/Bad Cop